# ビキニライン
ビキニラインは、陰毛が生えている範囲のうち、ビキニの水着や下着を着用しても覆われない部分のことである。

## 概要
この用語が使われるようになったのは、美の追求のために行われる剃毛や脱毛法が、身体のどの部分を指すのかを明らかにするためであり、特にビキニの着用が一般的になってからのことである。当初は女性のみに対するものであったが、後に男性に対しても使われるようになった。
一口にビキニといっても、使われている布の面積や露出の程度もさまざまであり、ハイレグと呼ばれる大腿部を広く露出させたデザインのものや、Tバックのように臀部を露出させるものなど、あるいは極端に小さなビキニなど、そのデザインは千差万別であって、ビキニラインの範囲を解剖学的に一律の定義をあてはめることは難しい。
最も狭い範囲に解釈するなら、それは大腿の下に向かって生えている部分である。ただし、大腿にも太い毛が生えて連続している人もいるため、ビキニラインの下限をどこにするかということも考えなくてはならない。陰毛が見えないようにするためには、少なくともその長さだけビキニの内側までの毛を取り除く必要もある。陰毛はビキニから上に向かっても生えていることが多いが、この部分はしばしばビキニラインではなく腹部や臍の下などとされる。ビキニラインを最も広く解釈すれば、それは陰毛が生えている範囲のすべてである。
ビキニラインの範囲をどのように解釈すべきかということについて、統一された基準は存在しない。脱毛サービスを提供している側によって解釈は異なり、それは料金体系にも反映されているため、満足できるサービスを受けるためには、事前に確認しておくべきである。

### V.I.Oの観点
ビキニラインはビキニゾーンと呼ばれることがあるほか、V字の形からVライン、Vゾーンと呼ばれることもある。ビキニに覆われている、陰毛が生えている部分は陰部と肛門の周辺であるが、陰部のことは直接的な表現を避けて「ビキニラインの奥」や「Vラインの奥」、略して「ビキニ奥」や「V奥」など、また女性の陰裂の両側を「Iライン」、肛門周囲を「Oライン」と称されることがある。総じて「VIO脱毛（ぶいあいおーだつもう）」と呼称する。
VIO脱毛は、尿や便、月経血等が毛に付着することによる匂いやかぶれなどを軽減しビキニラインの清潔さのためにも行われる。

## ビキニラインの毛の処理
ビキニラインの陰毛を取り除く方法は、他の部分と同様に剃毛、除毛、および各種の脱毛法による。簡単なものは自分自身で実施することができるが、レーザー脱毛などは人体に影響を与える医療行為と扱われ医者や看護師でなければ医師法第17条違反として逮捕される。

## ビキニラインの色素沈着
ビキニラインに関しては、その部分の色素沈着いわゆる黒ずみを抑えることを求める人が、特に女性に多くみられる。そのために、メラニン色素の生成を抑える、多様な化粧品や医薬品がある。